# Slyträsket, Västerbotten
Slyträsket är en sjö i Skellefteå kommun i Västerbotten och ingår i Skellefteälvens huvudavrinningsområde. Sjön har en area på 0,63 kvadratkilometer och ligger 255 meter över havet. Sjön avvattnas av vattendraget Slyträskbäcken.

## Delavrinningsområde
Slyträsket ingår i det delavrinningsområde (722349-169153) som SMHI kallar för Utloppet av Slyträsket. Medelhöjden är 283 meter över havet och ytan är 8,84 kvadratkilometer. Det finns inga avrinningsområden uppströms utan avrinningsområdet är högsta punkten. Slyträskbäcken som avvattnar avrinningsområdet har biflödesordning 3, vilket innebär att vattnet flödar genom totalt 3 vattendrag innan det når havet efter 101 kilometer. Avrinningsområdet består mestadels av skog (76 procent). Avrinningsområdet har 0,63 kvadratkilometer vattenytor vilket ger det en sjöprocent på 7,1 procent.